# رفتن (فیلم)
رفتن نخستین فیلم سینمایی نوید محمودی در ژانر غم‌انگیز است که به نویسندگی و تهیه‌کنندگی جمشید محمودی تولید شده و محصول سال ۱۳۹۵ است. این فیلم نماینده سینمای افغانستان در هشتاد و نهمین دوره جوایز اسکار بوده‌است که اکران خود را در سینماهای شهر کابل آغاز کرده‌است.

## داستان فیلم
فیلم رفتن قصهٔ فرشته و نبی قصه ای عشقی که در پیچ و تاب رسیدن و نرسیدن در غبار گم می‌شوند.

## بازیگران
| بازیگر       | نقش      |
| رضا احمدی    | نبی      |
| فرشته حسینی  | فرشته    |
| بهرنگ علوی   | قاچاق بر |
| نازنین بیاتی | مریم     |

## جوایز
- جایزه ویژه کارگردانی جشنواره بوسان
- تندیس بهترین فیلم فستیوال تریپولی لبنان
- تندیس غزال طلایی بهترین فیلم فستیوال پارسی استرالیا
- تندیس بهترین فیلم از فستیوال فیلمهای ایرانی استکهلم